# Henryka Bartnicka-Tajchert
Henryka Bartnicka-Tajchert (ur. 19 stycznia 1922 we Włodawie, zm. 26 maja 1997 we Włodawie) – polska lekarz dentysta, harcerka, więzień obozów koncentracyjnych w Ravensbrück i Bergen-Belsen.

## Życiorys
Ukończyła szkołę podstawową we Włodawie a następnie w latach 1936–1937 szkołę handlową w Kowlu. Od 1937 uczyła się w gimnazjum we Włodawie.
Od początku okupacji hitlerowskiej pracowała w Zakładzie Ubezpieczeń Wzajemnych we Włodawie.
Wstąpiła do zorganizowanej przez, prawdopodobnie, harcmistrza Piotra Kołodziejka grupy Szarych Szeregów, w której prowadzono ćwiczenia z bronią i obserwacje ruchów wojsk niemieckich. Dzięki zdobyciu w 1939 dokumentacji włodawskiego hufca Gestapo rozbiło konspiracyjną organizację. Została aresztowana 1 maja 1941 i osadzona w więzieniu na Zamku w Lublinie. 23 września 1941 przewieziona do obozu koncentracyjnego Ravensbrück.
W obozie należała do tajnej drużyny harcerskiej Mury i uczestniczyła w tajnym nauczaniu licealnym.
28 lutego 1945 została wysłana do obozu Bergen-Belsen transportem, który dotarł na miejsce 2 marca. Po wyzwoleniu obozu przez wojska angielskie 15 kwietnia 1945 jako chora na tyfus została przewieziona przez Czerwony Krzyż do szpitala w Malmö w Szwecji. Po wyjściu ze szpitala 2 sierpnia 1945 zamieszkała w Falsterbo w domu państwa Jurgensen.
W listopadzie 1945 powróciła do Włodawy gdzie już 15 czerwca 1946 uzyskała maturę. W 1950 ukończyła studia na wydziale Stomatologii Akademii Medycznej w Warszawie. Pracowała najpierw w Ełku a od 1956 aż do przejścia na emeryturę w 1980 we Włodawie.
Odznaczona Krzyżem Kawalerskim Orderu Odrodzenia Polski, srebrnym Krzyżem Zasługi, Medalem Zwycięstwa i Wolności 1945,
Krzyżem „Za Zasługi dla ZHP” oraz odznaką „Za zasługi dla Lubelszczyzny”.

## Życie rodzinne
8 sierpnia 1948 wyszła za mąż za Jana Tajcherta, żołnierza Armii Krajowej ps. Farys, z którym miała troje dzieci: syna Andrzeja i córki Barbarę i Annę.
Zmarła 26 maja 1997 i została pochowana na cmentarzu parafialnym we Włodawie.